# Osnabrücker Dramatiker:innenpreis
Der Osnabrücker Dramatiker:innenpreis (vormals Osnabrücker Dramatikerpreis) wird vom Theaterverein Osnabrück in enger Zusammenarbeit mit dem Theater Osnabrück seit 2013 alle zwei Jahre an einen Dramatiker vergeben, der zuvor einen Textentwurf eingereicht hat. Besonders junge Autoren sollen mit dem Preis gezielt gefördert werden. Das Gewinnerstück wird von einer Jury aus Regisseuren, Kritikern und Dramaturgen ausgewählt und einige Monate später im emma-theater, der zweiten Spielstätte des Theaters Osnabrück, zur Uraufführung gebracht. Der Preis war bis einschließlich 2019 mit 6000 Euro und ist ab 2022 mit 5000 Euro dotiert.
2022 wurde der Osnabrücker Dramatiker:innenpreis erstmals auch international ausgeschrieben. Von 100 eingesendeten Teilentwürfen und Exposés stammten in diesem Jahr 30 aus nicht deutschsprachigen Ländern.

## Preisträger
- 2013: Thomas Köck mit jenseits von fukuyama, Uraufführung: 16. Mai 2014, Regie: Gustav Rueb
- 2015: Stefan Hornbach mit Über meine Leiche, Uraufführung: 29. Oktober 2016, Regie: Marlene Anna Schäfer
- 2017: Mario Wurmitzer mit Nähe, Uraufführung: 14. Dezember 2018, Regie: Ron Zimmering
- 2019: Julian Mahid Carly mit Verbindungsfehler, Uraufführung: 20. Juni 2022, Regie: Rieke Süßkow
- 2022: Anaïs Clerc und Yazan Melhem mit die gegangen sind, Uraufführung: 22. April 2023, Regie: David Moser[3]